# Coll d'Art (el Pont de Suert)
El Coll d'Art és un pas del municipi del Pont de Suert (Alta Ribagorça).